# Балишли
Балишли́ (рос. Балышлы, башк. Болошло) — село у складі Благоварського району Башкортостану, Росія. Адміністративний центр Балишлинської сільської ради.
Населення — 542 особи (2010; 537 в 2002).
Національний склад:
- башкири — 97 %